# 時田唯
時田 唯（ときた ゆい）は日本のライトノベル作家。1月21日生まれ。
2008年の第15回電撃小説大賞に、『あなたの隣の守護霊さん』で最終選考に残る。2009年に『有川夕菜の抵抗値』でデビュー。

## 主な作品
- 有川夕菜の抵抗値（挿絵：りちゅ、電撃文庫、アスキー・メディアワークス）2009年6月10日発売[2]、ISBN 978-4-04-867852-0
- 恋敵はお嬢様☆シリーズ（挿絵：作々、電撃文庫、アスキー・メディアワークス）
  1. 『恋敵はお嬢様☆』 2010年3月10日発売[3]、ISBN 978-4-04-868400-2
  2. 『恋敵はお嬢様☆その2!』 2010年11月10日発売[4]、ISBN 978-4-04-870049-8
  3. 『恋敵はお嬢様☆その3!』 2011年4月10日発売[5]、ISBN 978-4-04-870471-7
- 金は彼女の回りもの（挿絵：ひいろ、電撃文庫、アスキー・メディアワークス）2012年1月10日発売[6]、ISBN 978-4-04-886166-3
- 朝岡ひよりのドキドキカルテシリーズ（挿絵：タケイオーキ、電撃文庫、アスキー・メディアワークス）
  1. 『朝岡ひよりのドキドキカルテ』 2012年6月10日発売[7]、ISBN 978-4-04-886657-6
  2. 『朝岡ひよりのドキドキカルテ2』 2012年11月10日発売[8]、ISBN 978-4-04-891097-2
- おことばですが、魔法医さま。シリーズ（挿絵：オガデンモン、電撃文庫、KADOKAWA）
  1. 『おことばですが、魔法医さま。 〜異世界の医療は問題が多すぎて、メスを入れざるを得ませんでした〜』 2017年2月10日発売[9]、ISBN 978-4-04-892661-4
  2. 『おことばですが、魔法医さま。(2) 〜異世界の魔法は強力すぎて、現代医療に取り入れざるを得ませんでした〜』 2017年9月8日発売[10]、ISBN 978-4-04-893329-2
- うちの勇者ちゃん達がレベル99になっても初心者の館を卒業しない件について（挿絵：たかやKi、電撃の新文芸、KADOKAWA）2022年6月17日発売[11]、ISBN 978-4-04-914490-1